# Cementerio General de La Paz
El Cementerio General de La Paz es un cementerio público de Bolivia, ubicado en la zona noroeste de la ciudad de La Paz, en el macrodistrito Max Paredes del municipio de La Paz, y tiene una superficie de 92.000 metros cuadrados.

## Historia
Fue creado durante la presidencia del Mariscal Andrés de Santa Cruz, según D.S. de Antonio José de Sucre el cual establece la implementación de cementerios en todo el territorio boliviano.

## Características
El cementerio presenta un ingreso principal para la entrada de los cortejos fúnebres, esta entrada presenta un arco que marca el acceso desde la Avenida Baptista, el ingreso conduce directamente  a la capilla principal, un templo católico diseñado por el arquitecto urbanista paceño Julio Mariaca Pando.
La configuración y estructura del cementerio corresponde a diferentes etapas de construcción e incluye diferentes estilos. El trazado presenta vías peatonales de diferentes materialidades que conectan pabellones grupales denominados cuarteles, así como mausoleos familiares, personales y homenajes a personajes destacados. las vías peatonales y los diferentes sectores, tiene nombre propios y plazas.

### Mausoleos destacados
Históricos grupales
- Mausoleo de la Guerra del Pacífico
- Mausoleo de la Guerra del Acre
- Mausoleo de notables
- Mausoleo de la Guerra del Chaco

Históricos individuales
- Mausoleo Germán Busch
- Mausoleo Domingo Soligno
- Mausoleo José Manuel Pando

### Tumbas individuales
Las mismas pertenecen a personajes históricos en enterramientos individuales bajo la superficie
- Jaime Saénz
- Óscar Alfaro
- Carlos Palenque Avilés
- Franz Tamayo
- Gilberto Rojas

Nichos
Corresponden a cámaras agrupadas en pabellones de tipo columbario.
- Víctor Hugo Viscarra
- Luis Espinal Camps

## Galería de imágenes

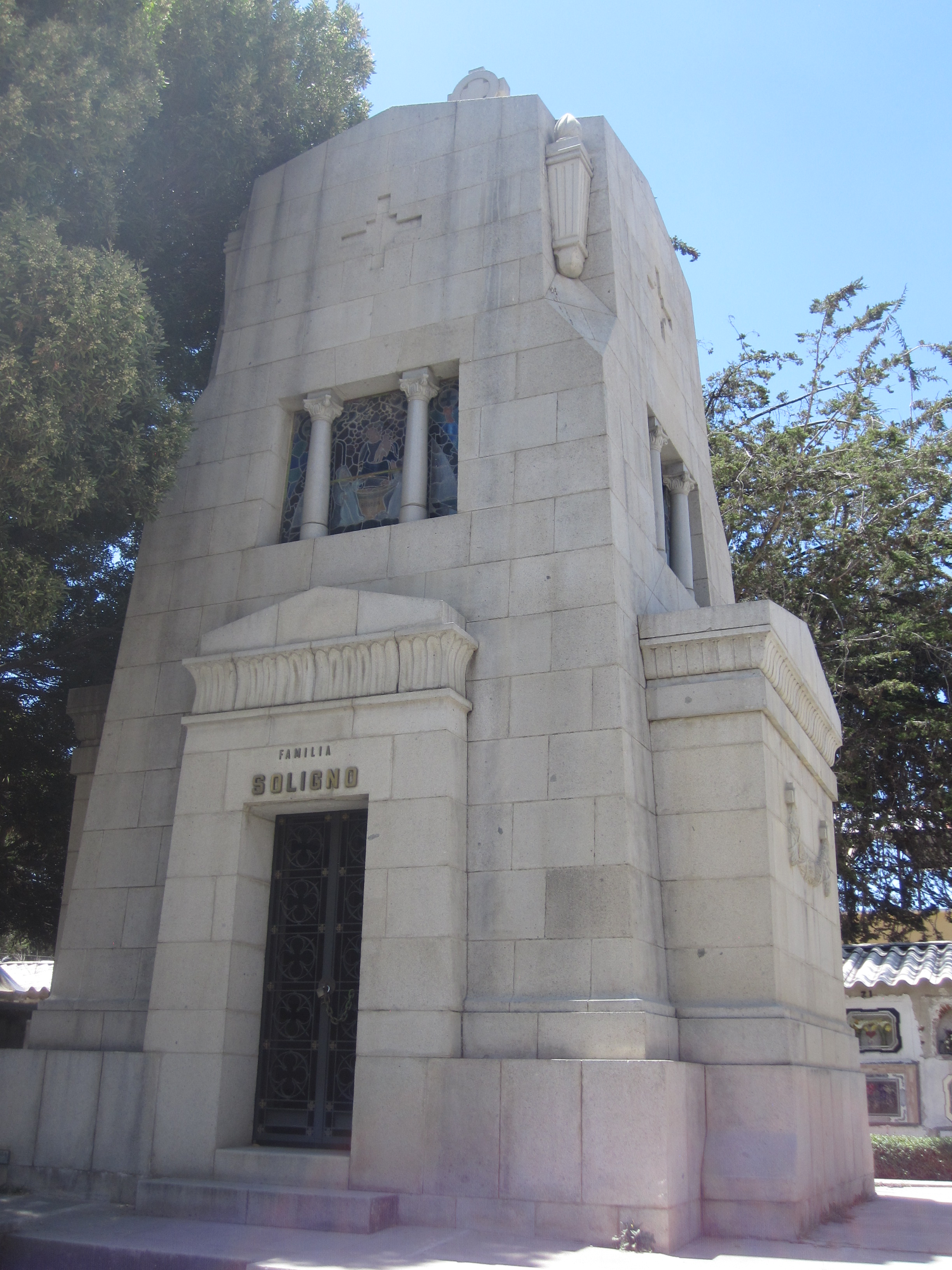
Mausoleo Domingo Soligno

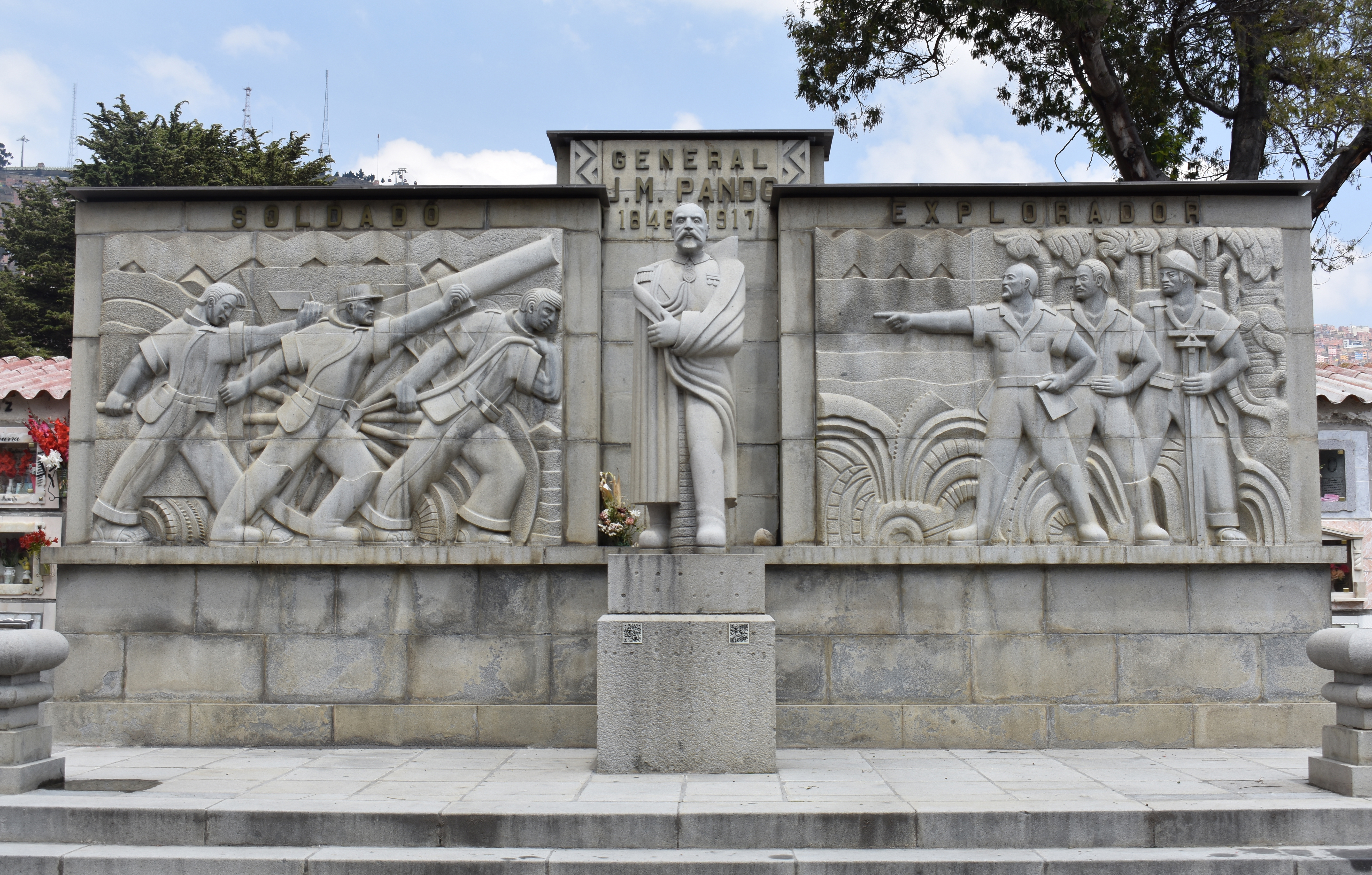
Mausoleo de la familia de  José Manuel Pando
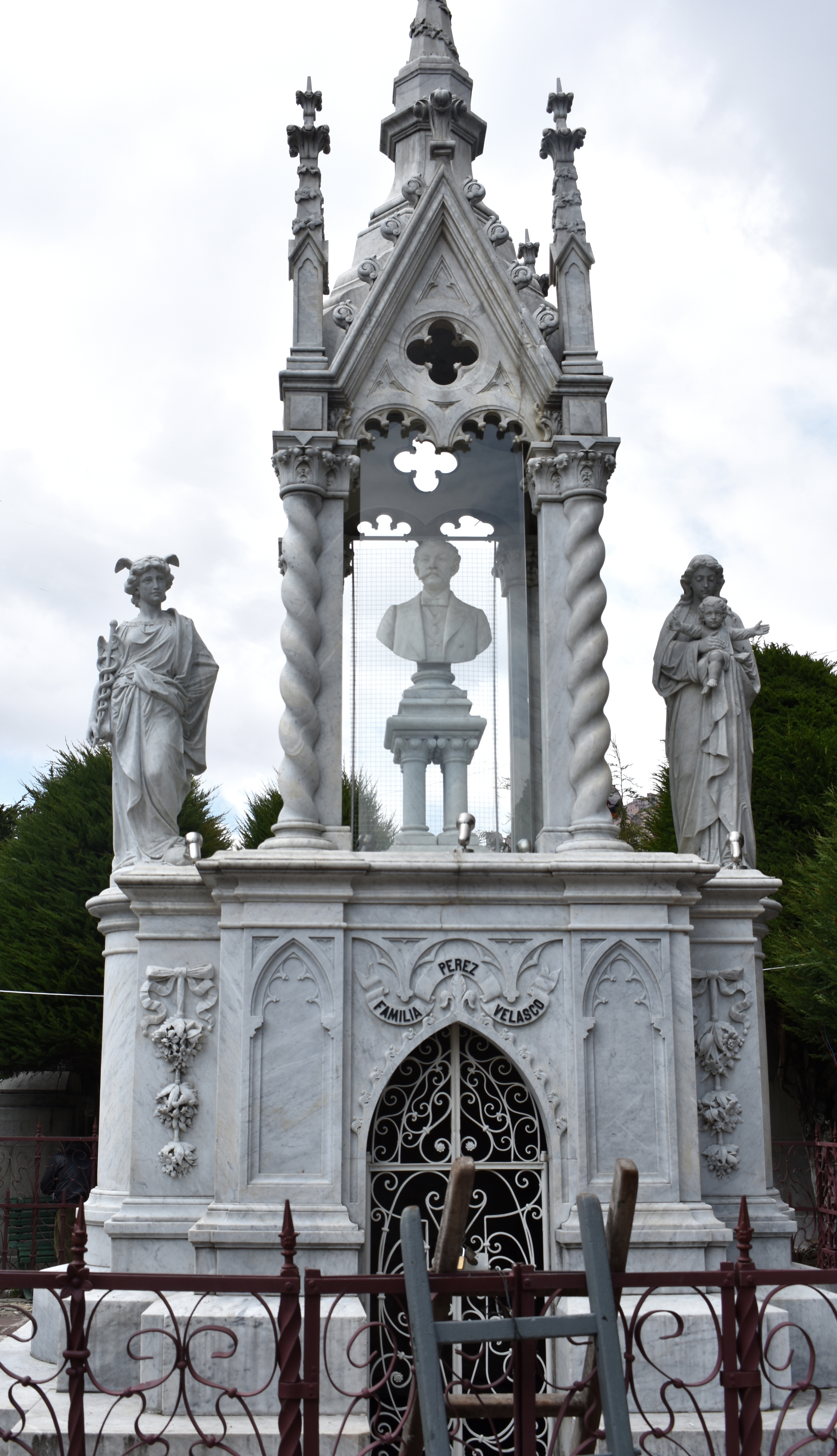
Mausoleo de la Familia Pérez Velasco
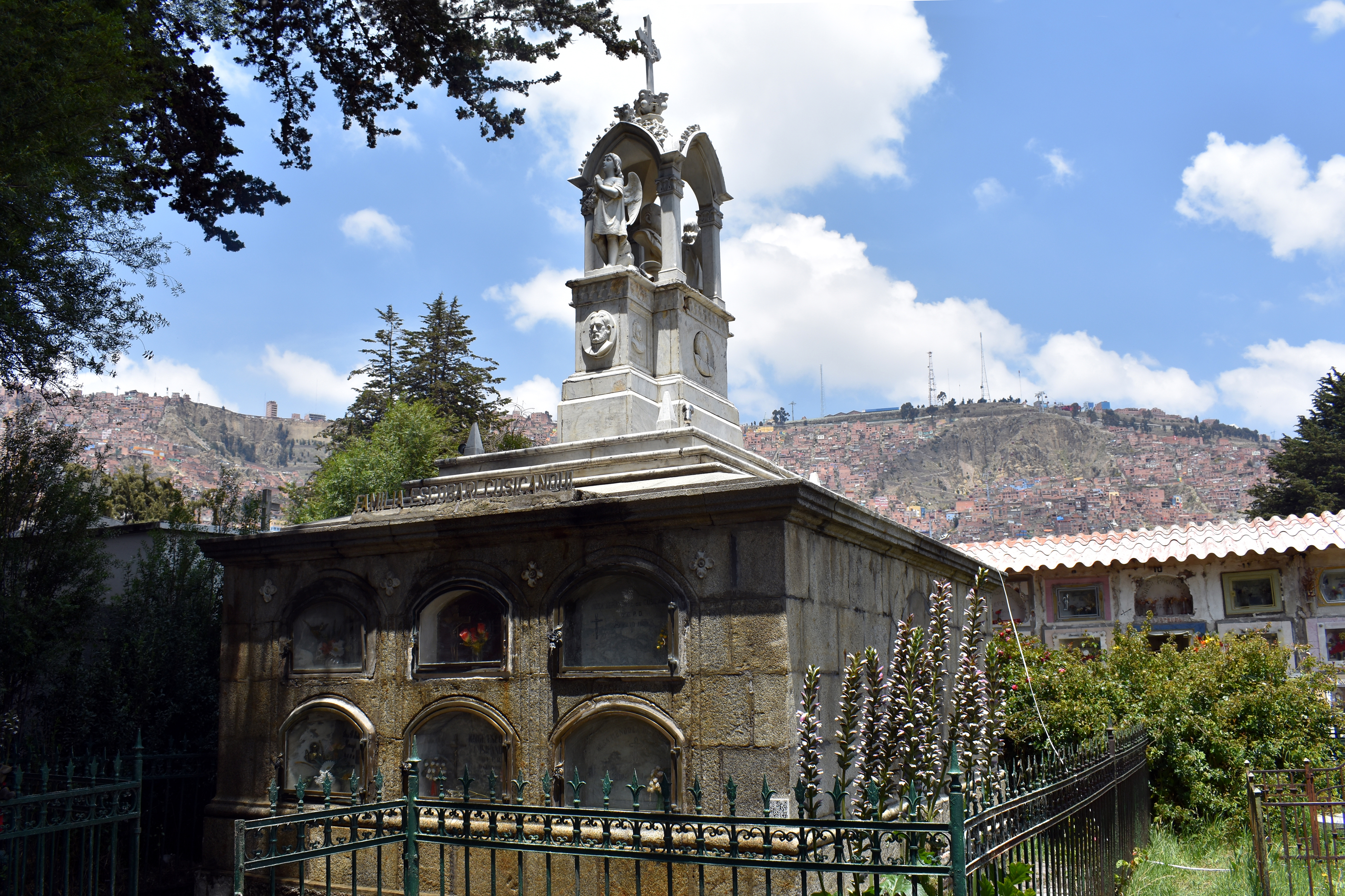
Mausoleo de la Familia Escobari Cusicanqui
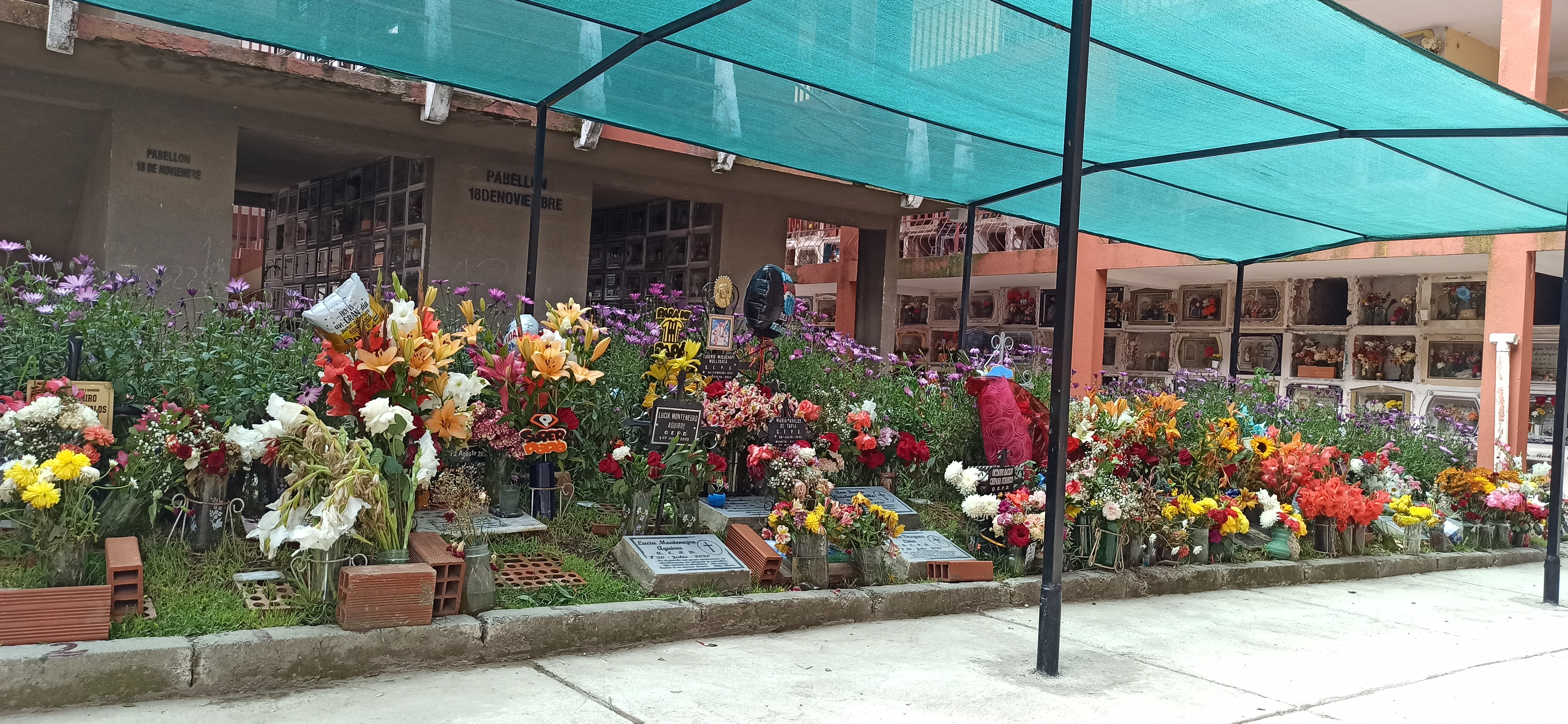
Tumbas de fallecidos a causa del Covid-19
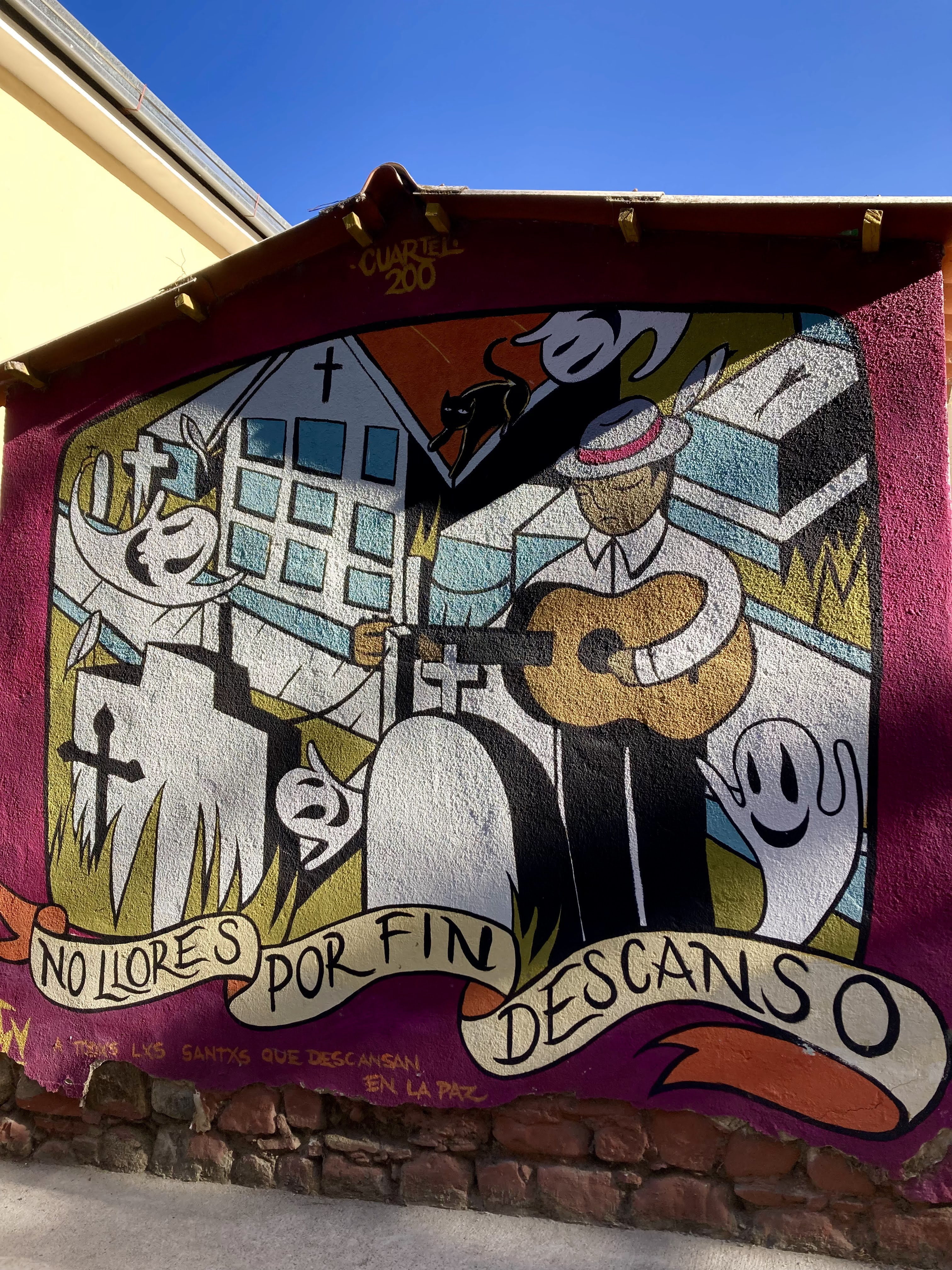
Mural artístico en el cementerio
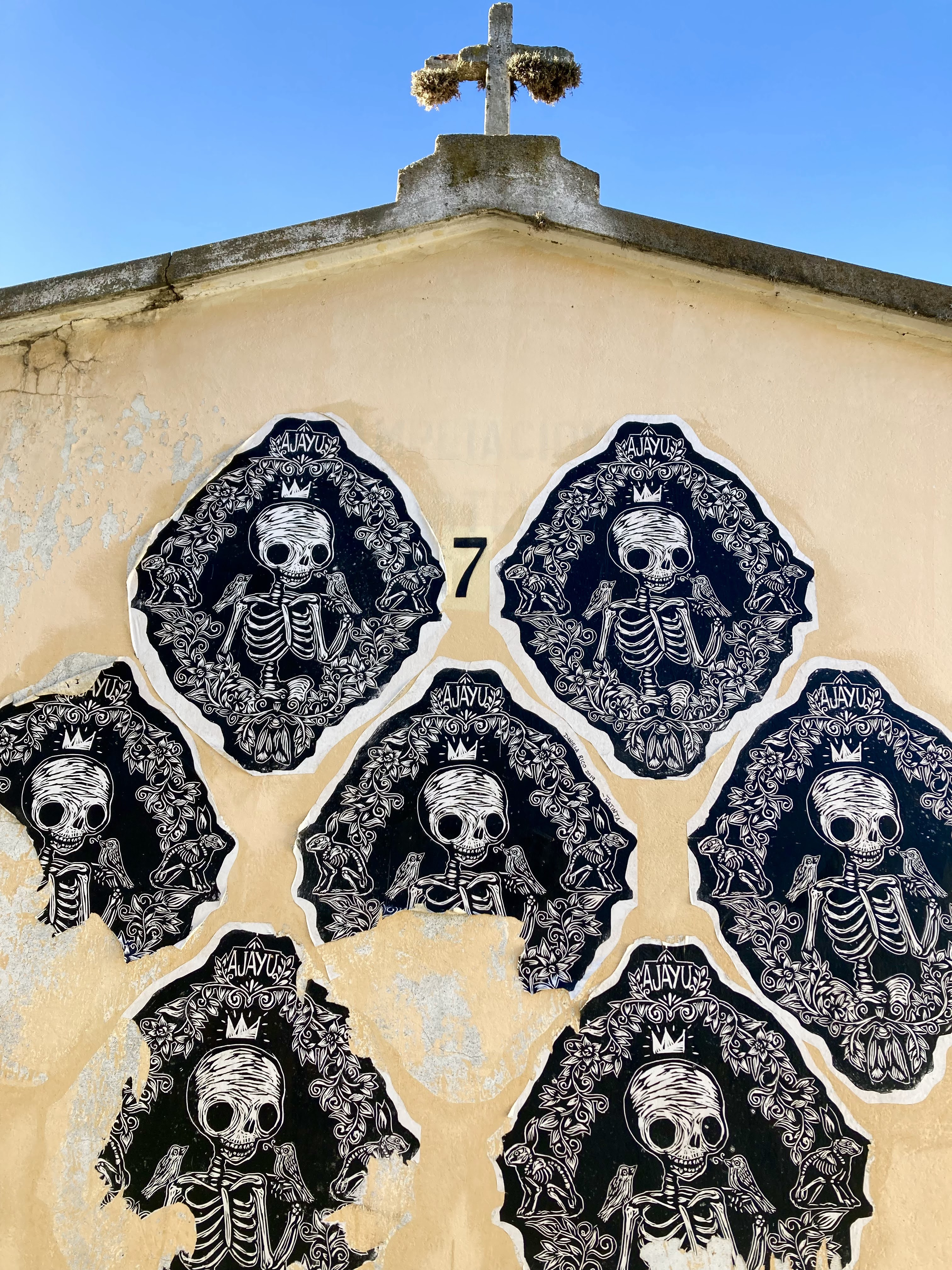
Representación artística del ajayu

## Ritos funerarios y tanatoturismo
En el cementerio general de La Paz se desarrollan diferentes festividades relacionadas con la muerte y las relaciones de los habitantes locales con la memoria de  los difuntos, algunas de ellas son: Fiesta de Todos los Santos y la Festividad de las ñatitas, ambas durante el mes de noviembre.
Es Cementerio también es escenario de paseos culturales y es espacio de desarrollo de diferentes expresiones de ritualidad de características sincréticas principalmente católicas y aymaras.